# Shabeellaha Hoose
Shabeellaha Hoose (Somali für Unter-Shabelle; arabisch شبيلي السفلى, DMG Šabailī as-Suflā) ist eine Region (gobolka) im Süden Somalias. Ihre Hauptstadt ist Merka mit etwa 350.000 Einwohnern.
Benannt ist die Region nach dem Fluss Shabelle, der sie durchfließt. Sie liegt am Indischen Ozean, südlich von Mogadischu. Früher war sie, ebenso wie Shabeellaha Dhexe (Mittel-Shabelle), Teil der Region Benadir mit der Landeshauptstadt Mogadischu als Hauptstadt. Weitere Städte und Orte neben Merka sind Afgooye, Qoryooley, Baraawe, Janaale und Wanlaweyne.
Die wichtigsten Somali-Clans in Shabeellaha Hoose sind die Hawiya und die Biyomaal-Dir, daneben besteht eine bedeutende Digil-Minderheit. Auch die ethnische Minderheit der Bantu in Somalia und weitere kleine Gruppen sind hier vertreten. Diese Volksgruppen sprechen verschiedene Dialekte des Somali.
Konflikte und der Zustrom von Binnenvertriebenen aus der umkämpften Landeshauptstadt Mogadischu führten 2007 zu einer Verschlechterung der Ernährungslage in der Region, die traditionell als ein „Brotkorb des Landes“ galt.
In Shabeellaha Hoose selbst haben unterdessen die islamistischen Gruppen al-Shabaab und Hisbul Islam ihre Kontrolle gefestigt. Die Region ist unter ihrer Herrschaft weitgehend friedlich, allerdings setzen die Islamisten auch eine strenge Auslegung der Schari'a durch.
Im Jahr 2013 scheiterte hier die versuchte Geiselbefreiung in Bulo Marer.